# Konwencja kłajpedzka

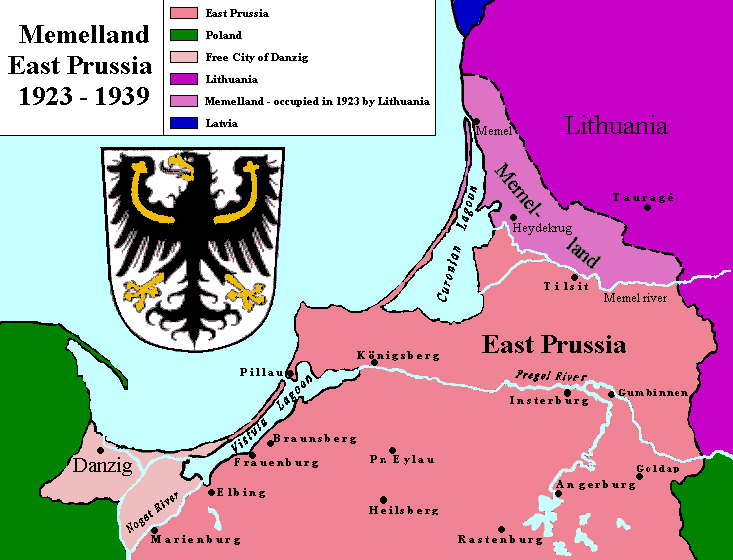
Mapa historyczna Okręgu Kłajpedy i północnej części Prus Wschodnich

Konwencja kłajpedzka – międzynarodowa umowa zawarta między Litwą i członkami Rady Ambasadorów (Wielką Brytanią, Francją, Włochami i Japonią) w Paryżu 8 maja 1924 roku. Zgodnie z konwencją, Okręg Kłajpedy stał się autonomiczną częścią Litwy.
Na mocy Traktatu Wersalskiego region został odłączony od Prus Wschodnich i oddany pod administrację Ligi Narodów, z tymczasowym garnizonem francuskim. Podczas zorganizowanego w styczniu 1923 r. powstania, Litwini przejęli władzę nad regionem i przyłączyli go do Litwy. Konferencja Ambasadorów uznała przyłączenie tych terenów do państwa litewskiego i przystąpiła do sformalizowania zmian terytorialnych. Mieszkańcy tego obszaru nie mieli możliwości wyboru w głosowaniu, czy chcą przyłączenia do Litwy, czy do Niemiec. Po trudnych negocjacjach konwencję zatwierdzono wiosną 1924 roku.
Regionowi przyznano szeroką autonomię ustawodawczą, sądowniczą, administracyjną i finansową. Miała własny demokratycznie wybrany parlament (Sejmik Kłajpedzki) i powoływany przez niego organ władzy wykonawczej - Dyrektoriat, nad działalnością Dyrektoriatu kontrolę sprawował gubernator. Zarządzanie i eksploatacja portu w Kłajpedzie zostały powierzone trzyosobowemu zarządowi portu. Rzeka Niemen, a w szczególności transport drewna nią, zyskała charakter międzynarodowy, co zapewniło swobodę tranzytu wszystkim narodom. Konwencja stała się nieaktualna, gdy Okręg Kłajpedy został przyłączony do nazistowskich Niemiec na mocy ultimatum z 1939 r.

## Tło historyczne
Ziemie na północ od rzeki Niemen były częścią państwa niemieckiego od czasu ich podboju podczas krucjaty pruskiej w XIII wieku. Zgodnie z artykułem 28. Traktatu Wersalskiego, region ten został oderwany od Cesarstwa Niemieckiego, a zgodnie z artykułem 99., od 10 stycznia 1920 r. został objęty mandatem Ligi Narodów. Tymczasowymi administratorami Okręgu Kłajpedy, zostali Francuzi. Litwini uważali, że region ten powinien zostać przyłączony do Litwy ze względu na znaczną liczbę litewskojęzycznych Litwinów pruskich, oprócz tego Kłajpeda, duży port morski na Morzu Bałtyckim, stanowiła jedyną realną możliwość dostępu do morza dla Litwy.
Litewskie aspiracje zyskały niewielkie poparcie zarówno na szczeblu lokalnym, jak i międzynarodowym. Wydawało się, że region Kłajpedy zostanie przekształcony w wolne miasto, podobne do Wolnego Miasta Gdańska. Zamiast czekać na niekorzystną decyzję państw ententy, litewscy aktywiści postanowili zorganizować bunt, zdobyć region i tym samym postawić Ligę Narodów przed faktem dokonanym. Rewolta, zorganizowana przez rząd litewski i Związek Strzelców Litewskich, wybuchła 9 stycznia 1923 roku. Rebelianci napotkali niewielki opór i 15 stycznia przejęli kontrolę nad regionem. Zorganizowali nowy prolitewski Dyrektoriat - główną instytucję rządzącą, i wnioskowali o przyłączenie do Litwy.
24 stycznia Pierwszy Sejm Litwy przyjął petycję powstańców i w ten sposób sformalizował włączenie kraju Kłajpedy do Litwy. Konferencja Ambasadorów podjęła decyzję o wysłaniu do regionu specjalnej komisji, odrzuceniu interwencji zbrojnej i wyrażeniu zgody na rozpoczęcie negocjacji z Litwą.

## Negocjacje
16 lutego 1923 r. Rada Ambasadorów zrzekła się praw przyznanych jej na mocy Traktatu Wersalskiego i przekazała okręg Litwie pod warunkiem późniejszego podpisania formalnego traktatu międzynarodowego. Litwa zaakceptowała to przekazanie i negocjacje w sprawie traktatu rozpoczęły się 24 marca 1923 r. Specjalna komisja Rady, pod przewodnictwem francuskiego dyplomaty Jules’a Laroche'a przedstawiła projekt składający się z 50 punktów, który zastrzegał dla II Rzeczypospolitej Polskiej szerokie prawa do dostępu, użytkowania i zarządzania portem w Kłajpedzie. Dla Litwy był to projekt nie do przyjęcia, ponieważ zerwała ona wszelkie stosunki dyplomatyczne z Polską z powodu sporu o Wileńszczyznę. Delegacja litewska pod przewodnictwem Ernestasa Galvanauskasa odpowiedziała, przedstawiając w kwietniu 1923 r. własny projekt, który nie zastrzegał żadnych praw dla Polski.
Negocjacje wznowiono w lipcu, kiedy Laroche przedstawił dwa kolejne projekty, bardzo podobne do pierwszego. Widząc, że sytuacja stała się patowa, Litwini zaproponowali przekazanie sprawy Stałemu Trybunałowi Sprawiedliwości Międzynarodowej, ale Laroche wolał aby sporem zajęła się Liga Narodów. Konferencja Ambasadorów ostatecznie postanowiła odwołać się do Ligi na podstawie artykułu 11. Paktu Ligi. 17 grudnia 1923 roku powołała ona trzyosobową komisję w celu przeanalizowania sytuacji i opracowania raportu. Na czele komisji stał amerykański dyplomata Norman Davis, a w jej skład weszli także holenderski ekspert techniczny ds. transportu Anton Kröller i szwedzki profesor Hoernell. Komisja odwiedziła Kłajpedę, Kowno i Warszawę i przedstawiła projekt traktatu 18 lutego 1924 r.
Po negocjacjach ze stroną litewską i pomimo protestów Polski, Liga przyjęła konwencję 14 marca 1924 r. 8 maja dokument podpisali Robert Crewe-Milnes, Raymond Poincaré, Camillo Romano Avezzana, Ishii Kikujirō i Ernestas Galvanauskas. Został on zarejestrowany w Serii Traktatów Ligi Narodów 3 października. Konwencja została ratyfikowana przez państwa ententy i weszła w życie 25 sierpnia 1925 roku. Litwini przyjęli ostateczną wersję jako swoje największe zwycięstwo dyplomatyczne, gdyż Polska nie otrzymała żadnych specjalnych praw do portu.

## Treść traktatu
Konwencja składała się z 18 artykułów. Region został przekazany Litwie bez żadnych warunków i otrzymał autonomię ustawodawczą, sądowniczą, administracyjną i finansową w celu zachowania „tradycyjnych praw i kultury mieszkańców”. Mieszkańcom automatycznie przyznano obywatelstwo litewskie, jednak dano im 18 miesięcy na zrezygnowanie z niego i wybór obywatelstwa niemieckiego. Nowi obywatele litewscy byli zwolnieni ze służby wojskowej do stycznia 1930 roku. Litwa zgodziła się zapłacić reparacje wojenne zgodnie z postanowieniami Traktatu Wersalskiego oraz ochrony praw mniejszości i przedsiębiorstw zagranicznych.
| Data zapłaty         | Suma całkowita (w markach) | Dla Francji (we frankach) | Dla Wielkiej Brytanii (w funtach) | Dla Włoch (w lirach włoskich) |
| -------------------- | -------------------------- | ------------------------- | --------------------------------- | ----------------------------- |
| 15 dni od podpisania | 800 000                    | 4 725 998                 | 90 882                            | –                             |
| 15 grudnia 1930      | 1 000 000                  | 5 886 873                 | 113 180                           | 16 273                        |
| 15 grudnia 1931      | 1 000 000                  | 5 907 505                 | 113 590                           | –                             |
| 15 grudnia 1932      | 1 000 000                  | 5 907 505                 | 113 590                           | –                             |

 Każdy członek Rady Ligi Narodów mógł zwrócić uwagę Ligi na jakiekolwiek naruszenia konwencji, a takie spory miały być kierowane do Stałego Trybunału Sprawiedliwości Międzynarodowej. Z tego przepisu skorzystały nazistowskie Niemcy, gdy poparły działania antylitewskie w regionie i oskarżyły Litwę o naruszanie praw mniejszości. Region ten nie mógł zostać przekazany innym państwom bez zgody stron umowy. Artykuł ten stał się aktualny w 1939 r., kiedy Litwie przedstawiono ultimatum, w którym żądano przekazania regionu Niemcom.
Do konwencji, jako dodatek, dołączono statut regionu oraz umowę o porcie w Kłajpedzie i tranzycie. Statut obwodu kłajpedzkiego składał się z 38 artykułów i miał formę konstytucji. Dotyczył on przede wszystkim szczegółowego określenia zakresu autonomii ustawodawczej, sądowniczej, administracyjnej i finansowej przyznanej regionowi. Autonomia została przyznana w imieniu Litwy, co stanowiło dla niej znaczące osiągnięcie dyplomatyczne, a cztery państwa sygnatariusze umowy międzynarodowej jedynie ją potwierdziły. Do spraw ściśle podlegających władzom lokalnym należały: kult publiczny i edukacja, lokalne podziały administracyjne, służba zdrowia i opieka społeczna, drogi i roboty publiczne, ustawodawstwo cywilne, karne i handlowe, policja i podatki (z wyjątkiem ceł). Region miał własny organ ustawodawczy (Sejm Kraju Kłajpedzkiego), który wybierany był na trzyletnią kadencję w wolnych, demokratycznych wyborach. Prezydent Litwy mianował gubernatora regionu. Gubernator nie mógł zawetować ustaw uchwalonych przez lokalny parlament, chyba że naruszały one statut, Konstytucję Litwy lub umowy międzynarodowe. Prawo weta nie obejmowało ustaw sprzecznych z interesami Litwy. Pięcioosobowy Dyrektoriat był mianowany przez gubernatora i pełnił funkcję organu władzy wykonawczej dopóki nie utracił wotum zaufania parlamentu. Gubernator, w porozumieniu z Dyrektoriatem, mógł rozwiązać parlament. Dyrekcja mianowała sędziów trybunału dożywotnio. Język litewski i niemiecki uzyskały równy status języków urzędowych regionu. Zmiana statutu wymagała większości trzech piątych głosów w parlamencie lokalnym i mogła zostać poddana pod zatwierdzenie w referendum lokalnym.
W porozumieniu dotyczącym portu w Kłajpedzie określono, że jest to port o znaczeniu międzynarodowym i że mają do niego zastosowanie Konwencja i Statut o wolności tranzytu. Na mocy umowy powołano trzyosobową Radę Portu, której zadaniem było administrowanie, eksploatacja i rozwój portu. Jednego członka mianował rząd litewski, drugiego Dyrektoriat, a ostatniego Liga Narodów. Umowa tranzytowa składała się z czterech artykułów, gwarantowała swobodę tranzytu i dotyczyła w szczególności eksportu i importu drewna przez Niemen.